# Frouzins
Frouzins ist eine französische Gemeinde mit 9.808 Einwohnern (Stand 1. Januar 2022) im Département Haute-Garonne und der Region Okzitanien. Die Bewohner werden Frouzinois, Frouzinoises genannt.
Frouzins liegt am Bewässerungskanal Canal de Saint-Martory sowie den Flüssen Ousseau, Roussimort und Saudrune, 15 km südlich von Toulouse, 8 km von Muret entfernt und ist Teil der Aire urbaine de Toulouse (erweitertes Stadtgebiet). Folgende Gemeinden liegen in der Nachbarschaft: Villeneuve-Tolosane im Norden, Seysses im Süden, Fonsorbes und Plaisance-du-Touch im Westen und Roques im Osten.
Mit Toulouse besteht eine regelmäßige Busverbindung durch den lokalen Transportverbund Tisséo.

## Bevölkerungsentwicklung
| Jahr                       | 1793 | 1962 | 1968 | 1975 | 1982 | 1990 | 1999 | 2009 | 2017 | 2019 |
| Einwohner                  | 129  | 683  | 1273 | 2155 | 3194 | 3941 | 5936 | 7585 | 9022 | 9292 |
| Quellen: Cassini und INSEE |      |      |      |      |      |      |      |      |      |      |

## Partnergemeinden
Frouzins unterhält eine Partnerschaft mit der spanischen Stadt Calanda.

## Sehenswürdigkeiten

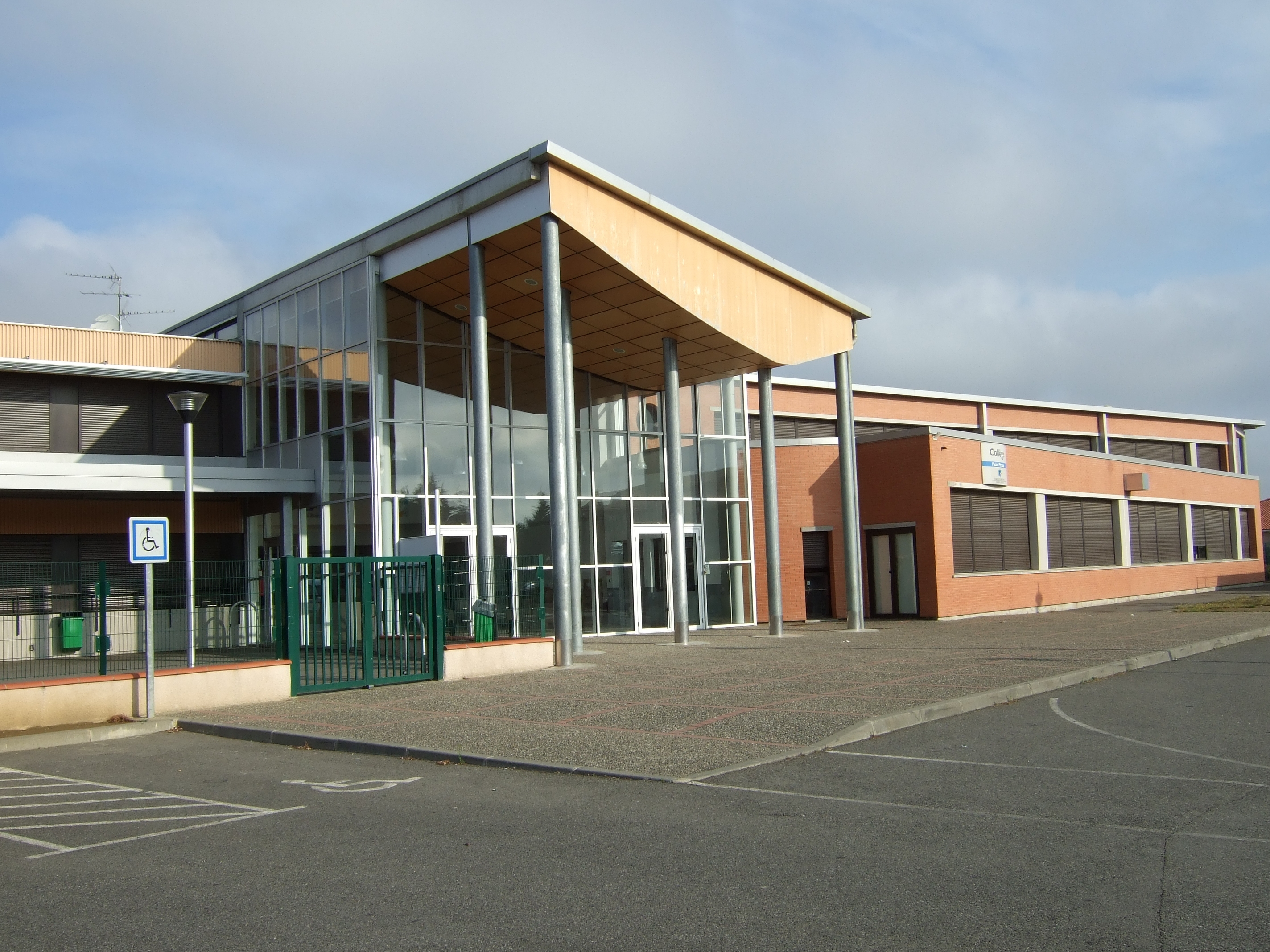
Collège Pablo Picasso

- Kirche Saint-Germier aus dem 15. Lahrhundert, deren Glockenturm – aus derselben Zeit – seit 1926 als Monument historique eingetragen ist.
- Château des Demoiselles aus dem 18./19. Jahrhundert, seit 1979 ebenfalls ein Monument historique.
- Taubenturm

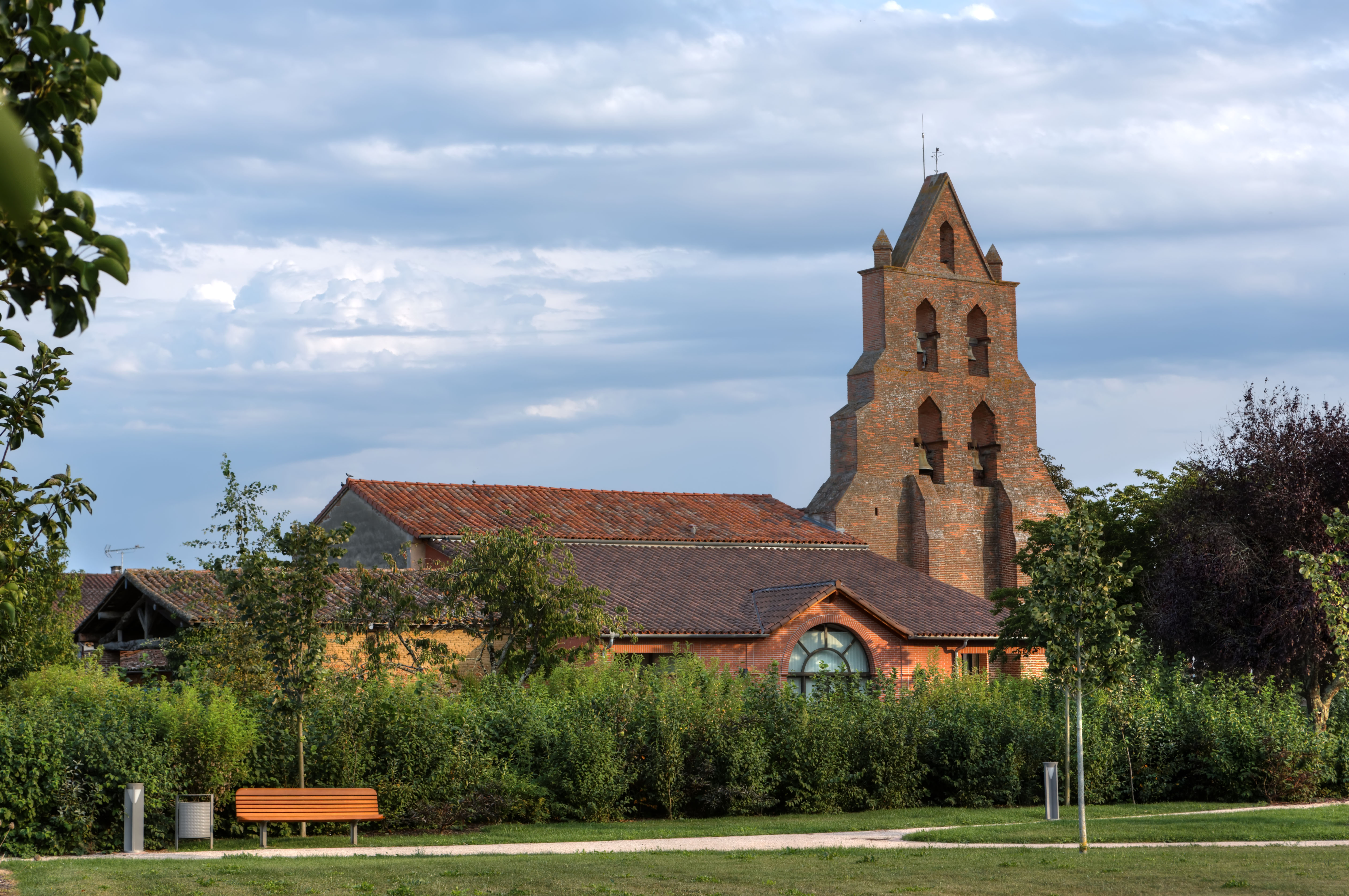
Kirche Saint-Germier
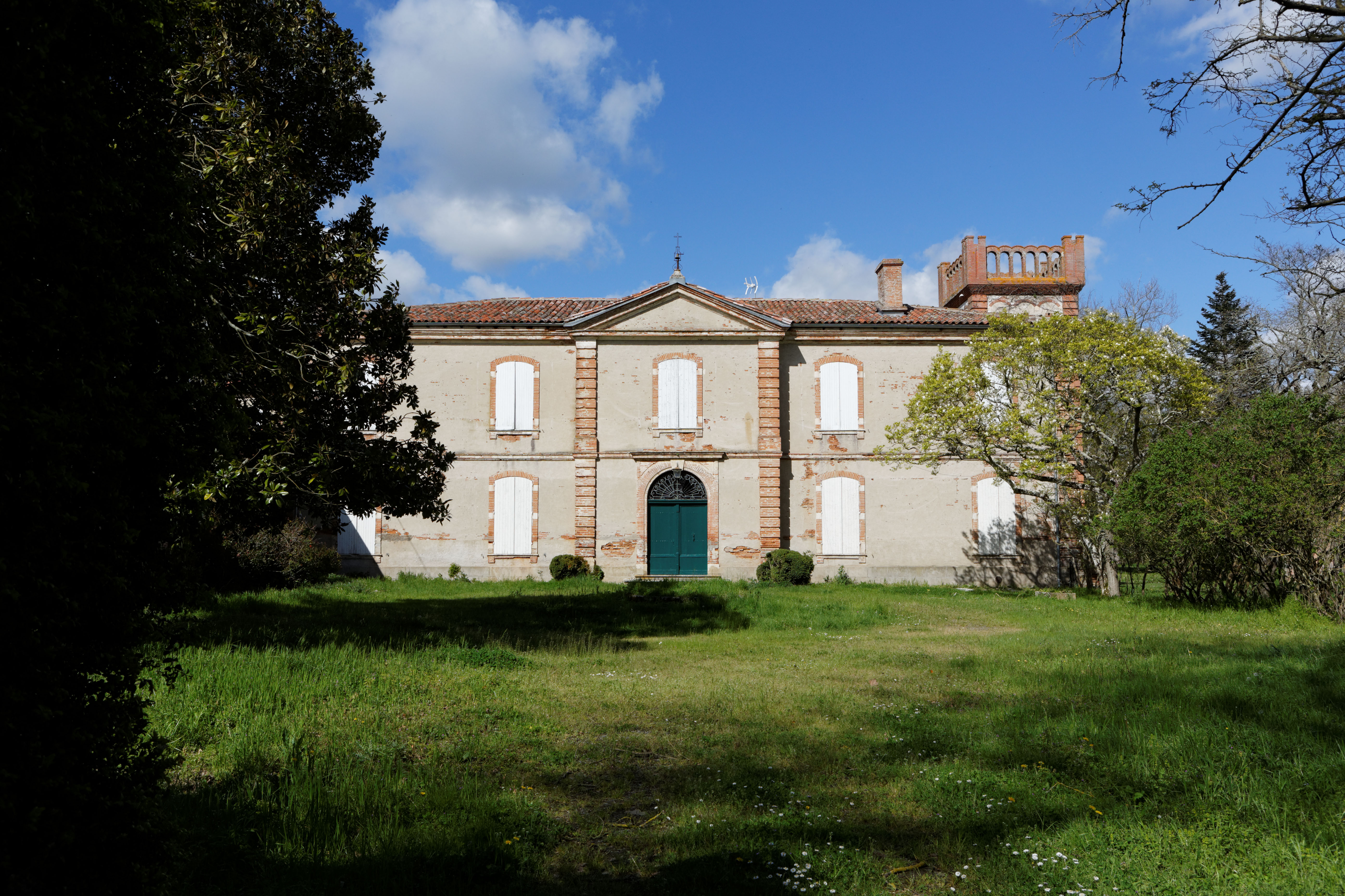
Château des Demoiselles
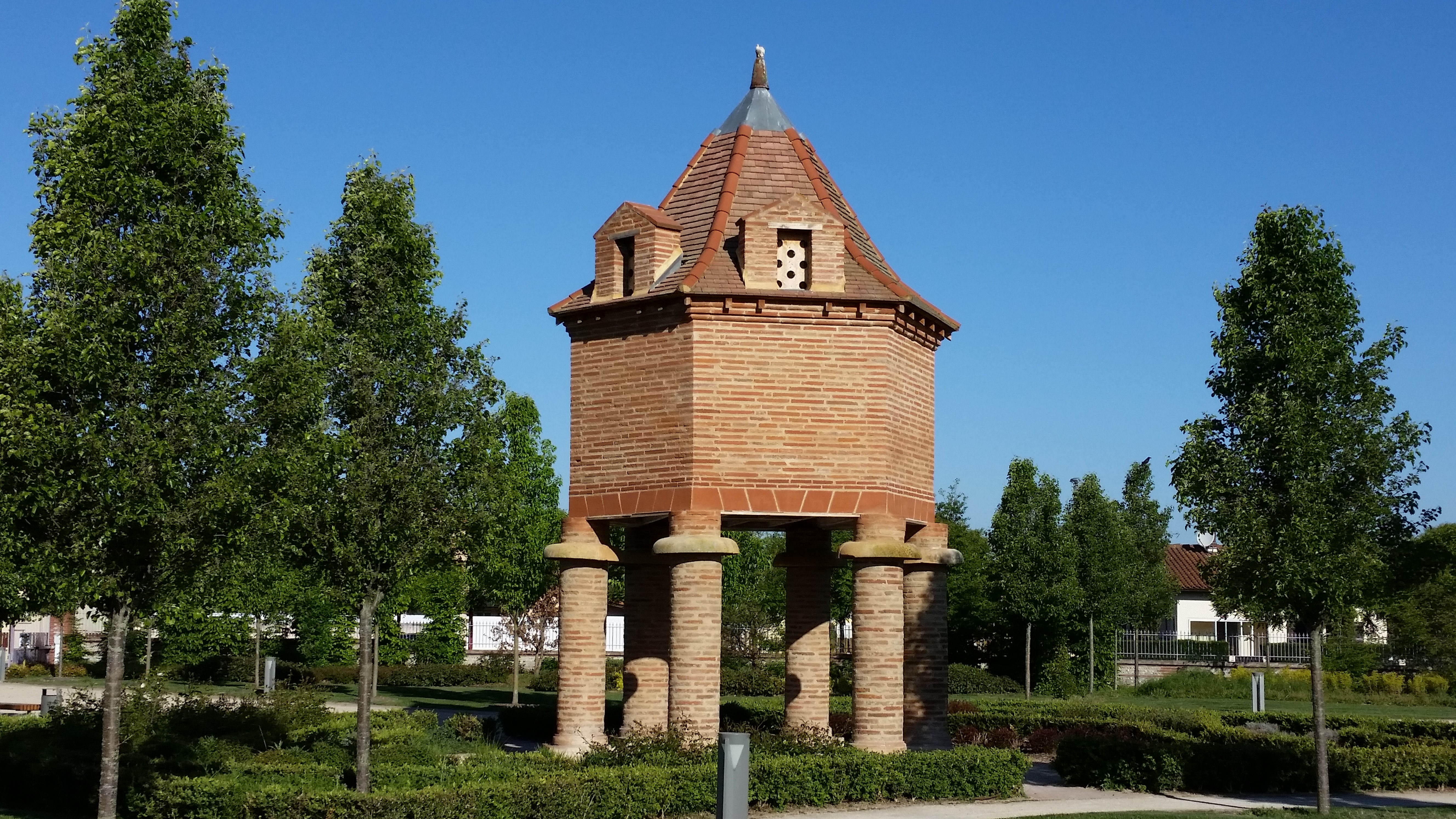
Taubenturm

## Kulturelle Einrichtungen und Schulen
- Collège Pablo Picasso de Frouzins
- Kindergarten Georges Sand, die Grundschule Anatole France und die Studiengruppe Pierre et Marie Curie
- Médiathèque municipale (Stadtbibliothek) auf dem Place de l’hôtel de ville.